# Святая Эвита (сериал)
«Святая Эвита» (исп. Santa Evita) — аргентинский исторический сериал 2022 года о Еве Перон, экранизация одноимённого романа Томаса Элоя Мартинеса. Главные роли в нём сыграли Наталия Орейро и Дарио Грандинетти.

## Сюжет
Литературной основой сценария стал роман Томаса Элоя Мартинеса «Святая Эвита». Главная героиня — первая леди Аргентины Эва Перон, провозглашённая Национальным конгрессом «Духовным лидером нации». Сериал рассказывает о смети Перон в возрасте 33 лет и о судьбе её тела: похороны сначала отложили до открытия монумента, а потом от них вообще отказались из-за смены власти в стране.

## В ролях
- Наталия Орейро — Эва Перон
- Дарио Грандинетти — Хуан Доминго Перон
- Эрнесто Альтерио — полковник Мури Кениг
- Диего Веласкес — журналист Мариано Васкес
- Франческ Орелла — доктор Педро Ара

## Создание и оценки
Съёмки сериала проходили в 2021 году в провинции Буэнос-Айрес. Эву Перон сыграла Наталия Орейро, в других ролях в сериале появились Дарио Грандинетти, Эрнесто Альтерио, Диего Веласкес, Франческ Орелла. Премьерный показ начался 26 июля 2022 года.
На сайте-агрегаторе отзывов Rotten Tomatoes «Святая Эвита» получила рейтинг 100 %.